# Кубок Андорри з футболу 2015
Кубок Андорри з футболу 2015 — 23-й розіграш кубкового футбольного турніру в Андоррі.

## Календар
| Раунд        | Дата                       |
| ------------ | -------------------------- |
| 1/8 фіналу   | 21 лютого - 1 березня 2015 |
| Чвертьфінали | 1 - 8 березня 2015         |
| Півфінали    | 8 - 11 березня 2015        |
| Фінал        | 10 травня 2015             |

## 1/8 фіналу
| Команда 1                       | Рахунок | Команда 2      |
| ------------------------------- | ------- | -------------- |
| 21 лютого 2015                  |         |                |
| Уніо Еспортива II (2)           | 2 - 4   | Ордіно II (2)  |
| 22 лютого 2015                  |         |                |
| Лузітанос II (2)                | 0 - 7   | Санта-Колома   |
| Ранжерс (2)                     | 0 - 10  | Лузітанос      |
| 1 березня 2015                  |         |                |
| Ордіно                          | 11 - 0  | Ла-Массана (2) |
| Пенья Енкарнада                 | 0 - 3   | Уніо Еспортива |
| Інтер (Ескальдес-Енгордань) (2) | 8 - 0   | Енкамп II (2)  |
| Екстременья (2)                 | 0 - 5   | Сан-Жулія      |
| Енгордані                       | 2 - 2   | Енкамп         |

### Перегравання
| Команда 1      | Рахунок | Команда 2 |
| -------------- | ------- | --------- |
| 5 березня 2015 |         |           |
| Енгордані      | 0 - 1   | Енкамп    |

## Чвертьфінали
| 1 березня 2015 |        |                                 |
| Санта-Колома   | 14 - 0 | Ордіно II (2)                   |
| 3 березня 2015 |        |                                 |
| Уніо Еспортива | 3 - 1  | Інтер (Ескальдес-Енгордань) (2) |
| 4 березня 2015 |        |                                 |
| Лузітанос      | 0 - 2  | Ордіно                          |
| 8 березня 2015 |        |                                 |
| Сан-Жулія      | 4 - 0  | Енкамп                          |

## Півфінали
| 8 березня 2015  |       |           |
| Санта-Колома    | 4 - 3 | Ордіно    |
| 11 березня 2015 |       |           |
| Уніо Еспортива  | 1 - 3 | Сан-Жулія |

## Фінал
| 10 травня 2015 |

| Санта-Колома | 1–1 (пен. 4–5) | Сан-Жулія |
| ------------ | -------------- | --------- |
|              |                |           |

| Комуналь д'Андорра-ла-Велья Арбітр: Роберт Гонсалес Сальвадо |